# Myinodes atlantica
Myinodes atlantica là một loài bướm đêm trong họ Geometridae.